# Mission des Nations unies pour l'organisation d'un référendum au Sahara occidental

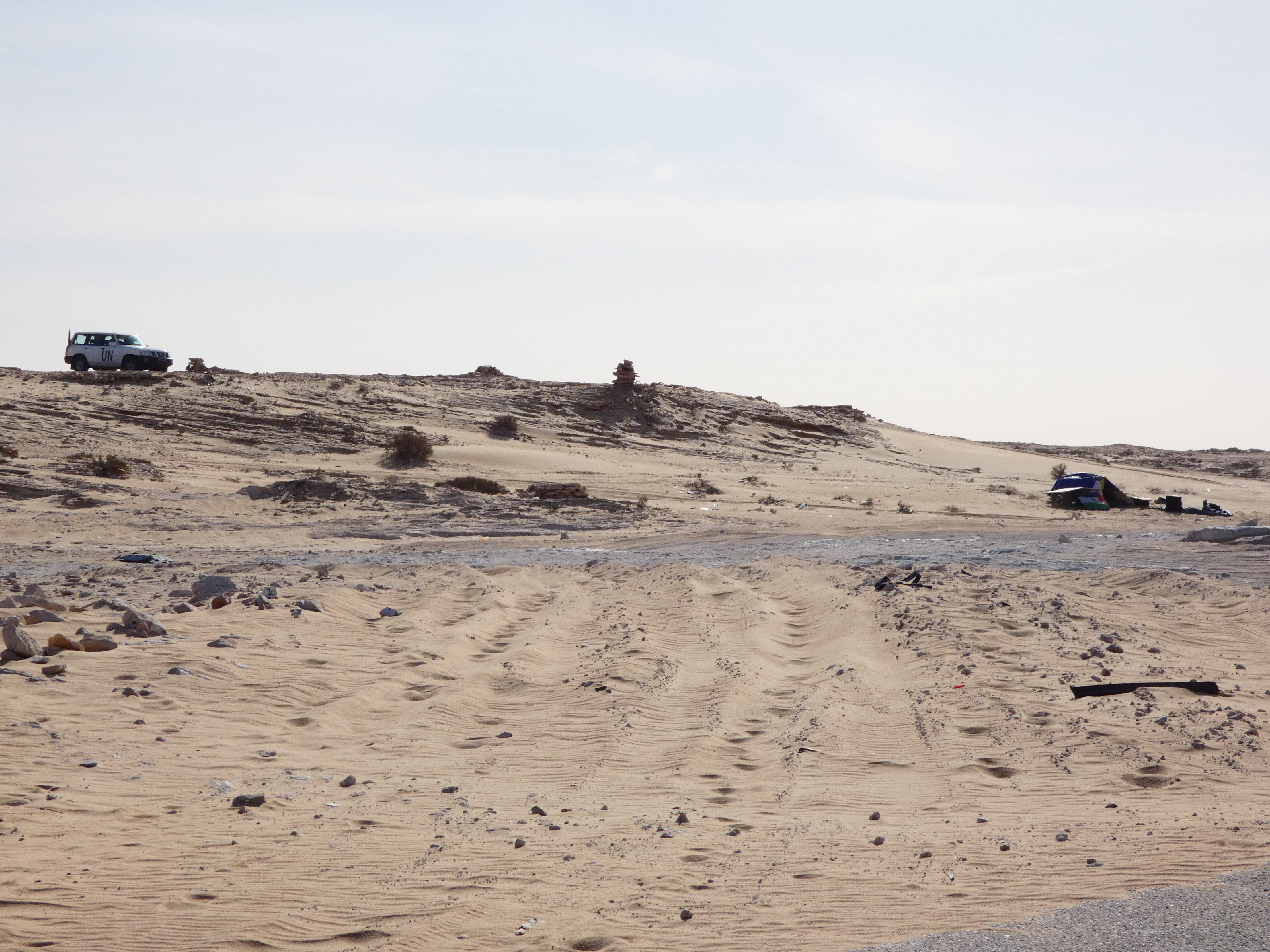
Véhicule de la MINURSO derrière un poste de la Frente polisario (2017).

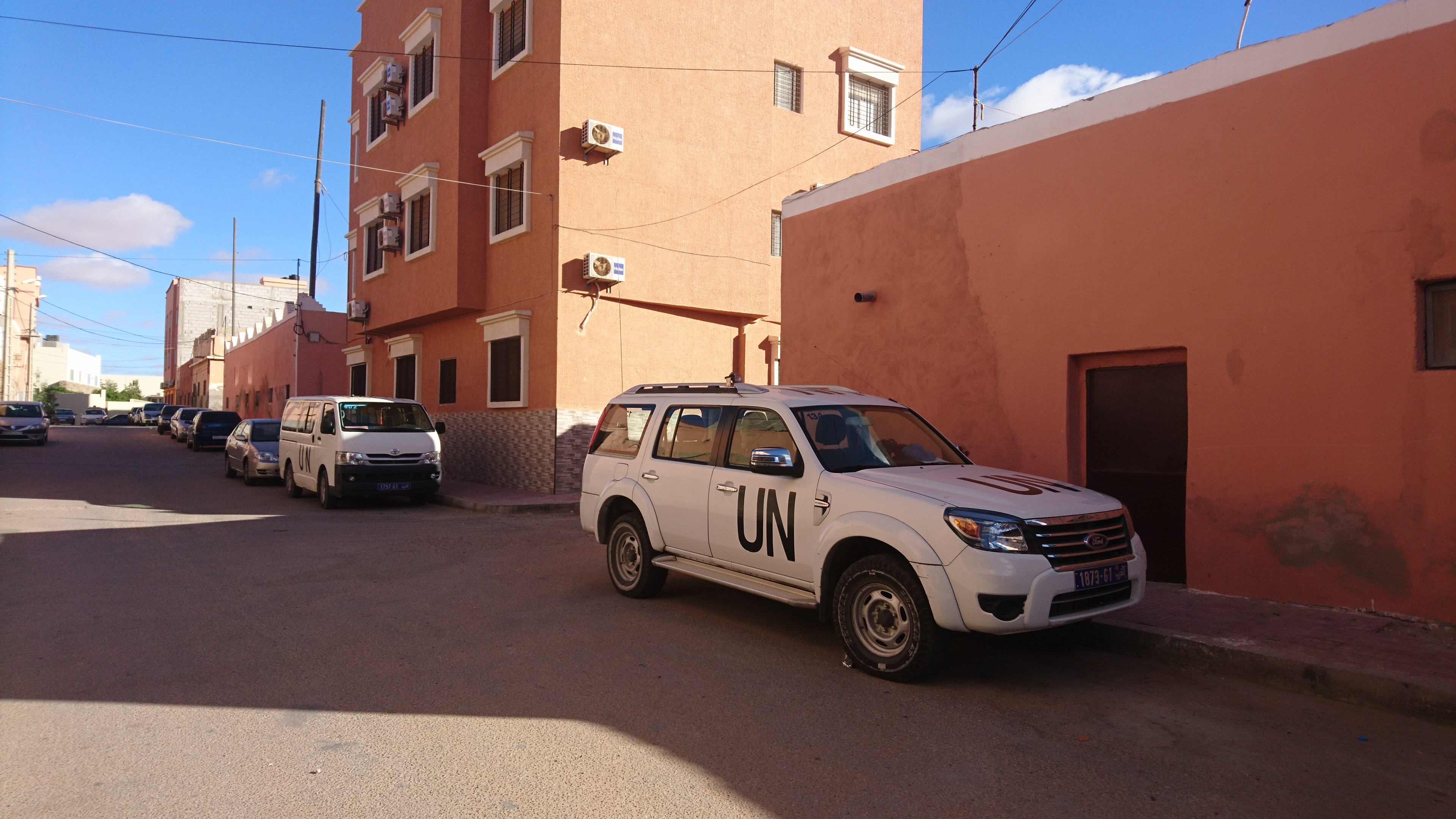
Voitures de la MINURSO à Laayoune.

La mission des Nations unies pour l'organisation d'un référendum au Sahara occidental (MINURSO) est une opération de maintien de la paix des Nations unies au Sahara occidental. Son quartier général est établi à Laâyoune,.

## Histoire
Créé le 29 avril 1991 par la résolution 690 du Conseil de sécurité,, ce détachement de 230 militaires surveille les activités des forces en présence ainsi que la préparation du référendum sur le statut final.
Son but est d'organiser un référendum devant déterminer l'avenir de la région et assurer la réduction des activités militaires sur le territoire. La question fondamentale consistait à décider si les habitants du Sahara occidental voulaient leur indépendance ou préféraient s'intégrer au Maroc. Après le référendum, la Mission avait pour mandat de surveiller le cessez-le-feu. Si le cessez-le-feu est globalement respecté, le référendum prévu en 1992 est constamment reporté du fait de l'absence de consensus entre les parties. En 2007, un projet d'autonomie présenté par le Maroc est repoussé par le Front Polisario qui continue de défendre l'idée d'un référendum. Ce projet prévoyait la création d'un gouvernement et d'un Parlement sahraoui tandis que le Maroc conserverait les compétences en matière d'affaires étrangères, de défense, de monnaie et de gendarmerie.
Du 5 au 7 mars 2016, le secrétaire général des Nations unies, Ban Ki-moon, s'est rendu dans les zones contestées du Sahara occidental et au camp de réfugiés sahraouis de Tindouf en Algérie. Lors de cette visite, le secrétaire général a utilisé le terme « d'occupation » et a à nouveau souligné que l'ONU était prête à encadrer la tenue d'un référendum si les parties trouvaient un accord. Ces propos ont provoqué la colère du gouvernement marocain qui a accusé le secrétaire général d'avoir manqué à son devoir de neutralité. Le 13 mars, une manifestation organisée par l'État en faveur de l'unité marocaine et du Sahara marocain eut lieu à Rabat, regroupant près de 3 millions de personnes selon l'agence officielle MAP, utilisant des banderoles qualifiant de « lâche » le secrétaire général des Nations unies. Le 14 mars 2016, un communiqué officiel des Nations unies reproche un manque de respect envers le secrétaire général et les Nations unies Ban Ki Moon et demande que Salaheddine Mezouar, ministre des Affaires étrangères marocain assure le respect de l'institution et ses représentants au Maroc. Le communiqué souligne également qu'il s'agirait d'une interprétation erronée des propos du secrétaire général qui estime avoir agi dans les limites du mandat confié par le Conseil de sécurité et n'avoir employé ce terme que « pour décrire sa réaction personnelle au sort des réfugiés sahraouis ». Le lendemain, Vladimir Poutine apporte son soutien au Maroc, soulignant la nécessité de ne pas « précipiter [… le…] processus politique » et réaffirmant que les Nations unies devaient avoir un « rôle constructif ». Les 19 et 20 mars 2016, le Maroc décide d'expulser les 80 fonctionnaires civils de la MINURSO.
En dépit de cette expulsion, et à la suite de la présentation du rapport annuel, le Conseil de sécurité a adopté la résolution 2285, renouvelant le mandat de la MINURSO jusqu'en avril 2017. Cette résolution demande au Maroc de permettre le retour de la MINURSO, de veiller à sa sécurité ainsi qu'à l'accès aux populations, et de reprendre les négociations. Le Conseil de sécurité a réitéré sa confiance envers le secrétaire général de l'ONU et a demandé que le processus d'autodétermination engagé puisse se poursuivre. La Chine, la Russie et la Nouvelle-Zélande se sont abstenues lors de ce vote. En mai 2016, le Maroc aurait commencé à se conformer aux résolutions de l'ONU, sous couvert de conditions.
Par l'adoption, le 30 octobre 2020, de la résolution 2548, par 13 voix pour et les abstentions de la fédération de Russie et de l’Afrique du Sud, le Conseil de sécurité a prorogé, le mandat de la Mission jusqu’au 31 octobre 2021. Le Conseil dit « appuyer pleinement les efforts du secrétaire général pour maintenir le processus de négociation afin de parvenir à un règlement de la question du Sahara occidental. Il se félicite de la volonté du Maroc, du Front Polisario, de l’Algérie et de la Mauritanie de rester engagés dans ce processus, en faisant preuve « de réalisme et d’un esprit de compromis ».

## Effectifs et budget
En 2007, la mission comptait 477 personnes (dont 215 militaires et policiers) pour un budget d'environ 40 millions de dollars par an. Composition au 22 septembre 2011 : 27 militaires, 206 observateurs militaires, 4 policiers et à 30 juin 2011 : 278 civils ; composition au 20 août 2012 : 27 militaires, 186 observateurs militaires, 6 policiers et à 1er janvier 2012 : 265 civils. Au 31 janvier 2015 : 46 militaires, 0 observateur militaire, 6 policiers, 198 autres et au 31 janvier 2015 : 260 civils.
Le 31 août 2020, la MINURSO est composée de 195 personnes (sans compter les civils), dont 27 militaires et 168 observateurs militaires :
- Allemagne : 3 observateurs militaires ;
- Argentine : 2 observateurs militaires ;
- Autriche : 5 observateurs militaires ;
- Bangladesh : 20 militaires et 3 observateurs militaires ;
- Brésil : 4 observateurs militaires ;
- Chine : 9 observateurs militaires ;
- Colombie : 1 observateur militaire ;
- Corée du Sud : 4 observateurs militaires ;
- Côte d'Ivoire : 2 observateurs militaires ;
- Croatie : 10 observateurs militaires ;
- Djibouti : 1 observateur militaire ;
- Équateur : 4 observateurs militaires ;
- Égypte : 21 observateurs militaires ;
- Salvador : 2 observateurs militaires ;
- France : 3 observateurs militaires ;
- Ghana : 7 militaires et 7 observateurs militaires ;
- Guinée : 4 observateurs militaires ;
- Honduras : 9 observateurs militaires ;
- Hongrie : 5 observateurs militaires ;
- Inde : 1 observateur militaire ;
- Indonésie : 2 observateurs militaires ;
- Irlande : 2 observateurs militaires ;
- Italie : 2 observateurs militaires ;
- Jordanie : 2 observateurs militaires ;
- Kazakhstan : 6 observateurs militaires ;
- Malaisie : 7 observateurs militaires ;
- Malawi : 2 observateurs militaires ;
- Mexique : 3 observateurs militaires ;
- Mongolie : 3 observateurs militaires ;
- Monténégro : 1 observateur militaire ;
- Népal : 4 observateurs militaires ;
- Nigeria : 3 observateurs militaires ;
- Pakistan : 10 observateurs militaires ;
- Pologne : 1 observateur militaire ;
- Russie : 10 observateurs militaires ;
- Sri Lanka : 1 observateur militaire ;
- Suède : 3 observateurs militaires ;
- Suisse : 2 observateurs militaires ;
- Togo : 2 observateurs militaires.

## Décoration
Le ruban de la MINURSO est de couleur sable (brun pâle) flanqué de deux bandes latérales bleu ONU de 4 mm de largeur.
Cette décoration est décernée en reconnaissance de 90 jours de service à compter du 29 avril 1991.

Ruban de la médaille de la MINURSO.